# Večnacionalne sile kopenske vojske
Večnacionalne sile kopenske vojske (uradno angleško Multinational Land Force; angleška kratica MLF, slovenska VSKV; tudi Trilateralna brigada) je mednarodna (večnacionalna) oborožena sila kopenske vojske, ki jo sestavljajo pripadniki Slovenske vojske, Italijanske in Madžarske kopenske vojske. Hkrati predstavlja eno izmed bojnih skupin Evropske zveze, katere nadzoruje Vojaški štab Evropske zveze.

## Zgodovina
Kot začetek VSVK se šteje 14. november 1997, ko so ministri za obrambo vseh treh sodelujočih držav v Budimpešti podpisali »Deklaracijo o nameri ustanovitve VSVK«, na kar so 18. aprila 1998 v Vidmu podpisali »Sporazum o ustanovitvi Večnacionalnih kopenskih sil«. Skoraj dve leti pozneje (7. aprila 2000) so vsi trije parlamenti ratificirali sporazum. Dobro leto pozneje (12. julija 2001) so namestniki načelnikov generalštaba sodelujočih oboroženih sil podpisali »Sporazum o dogovoru«. Istega leta, 5. septembra je pričelo delovati mirnodobno poveljstvo VSKV s prihodom slovenskih in madžarskih častnikov.
5. septembra 2001 so v štab italijanske Alpinske brigade Julia (ki deluje tudi kot štab VSKV) prišli prvi madžarski in slovenski častniki. Uradna ustanovitev poveljstva je potekala 29. novembra istega leta v Vidmu, sedežu VSKV. 10. januarja 2002 je bila prva poveljniška konferanca, s čimer se je pričelo operativno načrtovanje in skupne misije usposabljanja.

## Naloge
Naloge VSKV obsegajo (v skladu s petersburško deklaracijo ZEU):
- ohranjanje miru,
- preprečevanje sporov in
- humanitarne naloge.

Primarno naj bi VSKV delovale na področju Srednje, Vzhodne in Jugovzhodne Evrope, kjer je značilen težko prehoden teren. V primeru izrednih potreb pa bi bila lahko VSKV (ali le del le-te) uporabljena tudi izven Evrope.
VSKV delujejo pod mandatom Varnostnega sveta ZN, OVSE in Evropske unije.

## Vodenje
Po določilih »Sporazuma o ustanovitvi« je poveljstvo VSKV v rokah Italije; tako je poveljnik sil zmeraj Italijan (ki je poveljnik Alpinske brigade Julia), medtem ko sta dva namestnika Slovenec in Madžar. Aktivacija sil je mogoča le s soglasjem vseh treh držav, saj ima vsaka članica neomejeno pravico odločanja o pošiljanju oz. premestitvi svojih enot pod poveljstvo VSKV.

## Organizacija
Poveljstvo
Sedež mirnodobnega poveljstva je v videmski vojašnici Spaccamela.
Ob aktiviranju sil Slovenija in Madžarska vsaka prispevata 30 štabnih podčastnikov in častnikov (vsaka 20 %), medtem ko Italija ostalih 60 %. V mirnodobnem času pa sta pri poveljstvu stalno prisotna dva slovenska častnika.
Poveljniki
- brigadni general Pierluigi Vampregher
- brigadni general Alberto Primicerj
- brigadni general Claudio Mora
- brigadni general Paolo Serra
- brigadni general Gianfranco Pio Rossi

## Struktura
VSKV je brigadne sestave. Ob aktiviranju brigade Slovenija in Madžarska prispevata v brigado vsaka po eno bataljonsko bojna skupino: en bataljon motorizirane pehote, vod vojaške policije, logistike in zvez ter nacionalni podporni element. Ostale sile (oklepno-mehaniziran polk, artilerijski bataljon, logistični bataljon in inženirsko četo) prispeva Italija preko Alpinske brigade Julia. Ob popolni mobiliziaciji brigada ima okoli 4.000 vojakov.
V začetku obstaja je Slovenska vojska za potrebe VSKV angažirala 20. motorizirani bataljon.
Trenutna sestava
- Poveljstvo in podpora brigade Julia
- 8. alpinski polk
- 1. mehanizirani bataljon
- 132. gorski bataljon
- 3. gorski artilerijski polk
- 2. jurišno inženirski polk

## Dejavnost
Vojaške vaje
- Flying Arrow 2002 (Videm, Italija, 6. maj-10. maj 2002)
- Zvita podlasica 2002 (Humin-Ratenj-Osoppo, Italija, 4. november-15. november 2002)
- Zvita podlasica 2003 (Varpalota, Madžarska, 8. maj-31. maj 2003
- Zvita podlasica 2005 (Poček, Slovenija, 3. maj-28. maj 2005)
- ? (Poček, Slovenija, 4. - 10. oktober 2009)[5]

Mirovne misije
- Operacija Joint Guardian (Kosovo, november 2003-maj 2004)